# Papa Libério
Libério (em latim: Liberius) foi o trigésimo-sexto Papa da Igreja Católica. Libério reinou de 17 de maio de 352 até 24 de setembro de 366. Seu primeiro ato como Papa foi, após se reunir em um sínodo em Roma, escrever ao Imperador Constâncio II (353-354), então em Arles, pedindo para que fosse feito um Concílio em Aquileia tratando dos assuntos relacionados a Atanásio de Alexandria, mas seu mensageiro Vicêncio de Cápua foi pressionado pelo imperador em um Conciliábulo (Conciliabulum) feito em Arles para subscrever, contra à sua vontade, a uma condenação do ortodoxo Patriarca de Alexandria. Após isto, o comando imperial de Milão impôs seus cânones sobre todos os bispos ocidentais, como consequência, Libério foi perseguido e exilado para Bereia e substituído pelo Antipapa Félix II.
Após um exílio de mais de dois anos, o imperador Constâncio II chamou-o a Roma, sendo a Sé de Roma oficialmente ocupada pelo Antipapa Félix. O imperador propôs que Libério governasse a Igreja juntamente com Félix, mas antes da chegada de Libério, Félix foi expulso pelo povo romano. Após a morte do imperador Constâncio II em 361, Libério anulou os decretos e reiterou sua posição e os bispos que aprovaram o concílio retiraram a sua adesão. Em 366, Libério deu um acolhimento favorável a uma delegação do episcopado Oriental, e admitiu em sua comunhão mais moderada os convertidos Arianos. Morreu em 24 de setembro de 366.[carece de fontes?]

## Legado
O Papa Pio IX diz na Encíclica Quartus Supra que Libério foi falsamente acusado pelos Arianos e que recusou condenar S.Atanásio. De modo semelhante na sua encíclica Principi Apostolorum Petro, o Papa Bento XV alega que o Papa Libério foi corajosamente ao exílio por causa da defesa da fé ortodoxa.